# Comunitat de l'Emmanuel

La Comunitat de l'Emmanuel és un institut religiós de l'Església Catòlica Romana, una associació pública de fidels. Reuneix fidels de tots els estats de vida que desitgen comprometre's en una vida de pregària, i anunci de l'Evangeli. La Comunitat està dirigida a homes i dones interessats en la vida ordinària, professional i social, de diferents mitjans, edats i nacionalitats, des del respecte a la vocació pròpia de cadascun. Així reuneix tant a persones casades, com a solters, a joves, a sacerdots, a consagrats en el celibat. La unitat dels membres de l'Emmanuel s'expressa en la seva vida fraterna, és a dir, en les trobades comunitàries, el grup de compartir fratern, i també en els diferents serveis socials i d'evangelització. Els tres pilars de la comunitat són: adoració a Déu, compassió pel proïsme i evangelització.

## Origen
Les dècades del 1960 i 1970 es distingeixen per un qüestionament dels referents morals, socials i religiosos. Els valors proposats han estat marcats per l'individualisme, una voluntat de llibertat i un intent d'alliberament dels marcs socials tradicionals. És en aquest moment que l'Església Catòlica decideix convocar el Concili Vaticà II (1962-1965): una trobada de tots els bisbes del món sencer per a reflexionar i fer propostes per respondre a les qüestions del món contemporani.
En aquest període apareixen noves iniciatives comunitàries a l'Església Catòlica. Van sorgir nous moviments i comunitats. Alguns van inventar formes inesperades de vida cristiana, santedat i missió. Aquests moviments són, en gran part, compostos i animats per laics (persones casades o solters) i no només per sacerdots o religiosos, com era tradicional fins aquell moment. El 1967 sorgeix un gran corrent espiritual, la Renovació Carismàtica, que suscitarà el naixement d'un gran nombre de comunitats. Una d'elles és la de l'Emmanuel.
Al desembre de 1971, el laic francès Pierre Goursat sent parlar de la Renovació Carismàtica nascuda poc abans als Estats Units, a través d'un pare Trinitari del Canadà, el P. Regimbald. Ell va fer participar del seu entusiasme a alguns amics. Així l'11 de febrer del 1972, quaranta persones es van reunir per escoltar el testimoni de persones que havien tingut l'experiència carismàtica. La major part van demanar la gràcia de l'Efusió de l'Esperit Sant. D'aquesta experiència neix un desig de llegir la Paraula de Déu, celebrar els sagraments, canviar de vida i anunciar l'Evangeli.
Entre aquells que van assistir a aquesta reunió estaven Pierre Goursat, que contava llavors amb 57 anys, i una jove interna de medecina, Martine Laffitte (avui dia Martine Catta, pel seu matrimoni). A partir d'aquesta vetllada ells es van reconèixer mútuament com a germà i germana, cridats a començar alguna cosa que no sabien ben bé què podia arribar a ser. Havia nascut l'Emmanuel, tot i que aleshores encara no amb aquest nom. Van començar a pregar junts cada dia. Més tard van convidar a algunes persones a pregar amb ells, a París, en la gràcia de la Renovació. En començar eren 5 persones. En finalitzar el primer any eren ja 500.
Davant d'aquest creixement inesperat, el grup de pregària inicial va ser dividit en diversos grups, però aviat cadascun d'aquests grups va arribar a tenir el mateix nombre de persones que tenia el grup inicial. Això va donar lloc a 4 grans "assemblees de pregària". En aquestes assemblees de pregària moltes persones manifestaven haver transformat les seves vides. Algunes persones van expressar tanmateix el seu desig d'anar més lluny en el seu compromís. Aquestes persones van començar a trobar-se regularment en activitats que anaven més enllà del grup de pregària. Pierre i Martine van escollir el nom d'«Emmanuel» per tal de guardar la unitat i designar aquesta comunitat naixent.

## Expansió
A partir del compromís de quaranta primeres persones, el 1976, la Comunitat es desenvolupa molt ràpidament, tant en el seu nombre, com geogràficament. Lluny d'encaixonar-se a París, la Comunitat s'expandeix, primerament a l'interior de França i després a l'estranger. Durant els primers temps, el nombre de membres es doblava cada any. El 1982 l'Emmanuel ja estava present a 8 països i comptava amb 1100 membres, nombre que va augmentar a 2500 el 1988.
Quan mor Pierre Goursat, el 25 de març del 1991, la Comunitat ja estava present en els cinc continents. El 2004 comptava amb 7200 membres i el 2009 el seu nombre s'apropava als 8000; tots ells repartits en 64 països, tot i que aproximadament la meitat dels seus membres es troba a França.

## Organització
A més a més del grup de pregària, el 1974 comença, a Gentilly (a prop de París), una petita fraternitat de vida residencial amb tres persones, entre ells Pierre Goursat. Aquest és el començament de la «Fraternitat de Jesús».
El setembre del 1976, un recés de tres setmanes reuneix a quaranta persones. Quasi tots volen unir-se a la vida comunitària que ja ha començat. A poc a poc, la comunitat de l'Emmanuel comença a organitzar-se i estructurar-se al voltant de la vida comunitària, amb les fraternitats de compartir, les trobades de cap de setmana i l'acompanyament personal i les activitats fonamentals de la Comunitat: l'adoració, la compassió (servei social) i l'evangelització.
Al mateix temps, la Comunitat de l'Emmanuel descobreix el santuari del Sagrat cor de Paray-le-Monial, antic centre de veneració del Sagrat Cor de Jesús qua lamentablement es trobava llavors en un estat de decadència. Diverses trobades de la comunitat tenen lloc allà, i des d'aquest moment, cada any. Pierre té en el pensament la idea de fer accessible, de nou, per a les multituds, el sentit de l'amor de Déu pels homes, a través de la Renovació Carismàtica, l'efusió de l'Esperit Sant, que brolla del Cor obert de Jesús a la Creu, trobant el seu lloc en la continuació de la tradició de l'antic santuari.
La lloança, l'adoració eucarística, la litúrgia alegre i participativa atrauran de nou a moltes persones a Paray.
Tot i que la comunitat està oberta a les diverses edats, classes socials i estats de vida, van sorgint de forma particular, les vocacions al sacerdoci i a la vida consagrada. El primer sacerdot va ser ordenat el 1980, els quatre següents el 1984. El 2004, l'Emmanuel comptava amb 156 sacerdots i 100 seminaristes. Per altra banda, al voltant de 200 dones i també un petit grup d'homes, havien escollit el celibat consagrat.
L'Emmanuel és, igualment, una espècie de laboratori d'evangelització, suscita nombroses iniciatives per tal de tocar a les persones allà on són i com es trobin. La comunitat està animada tota ella per un dinamisme inventiu i perspicaç, i tot això acompanyat d'una gran alegria.
L'Església Catòlica va acollir i reconèixer aviat la comunitat. Primerament en l'àmbit diocesà (Nanterre 1980, París 1982). Després en l'àmbit de l'Església universal: el 1992, com Associació de fidels, de caràcter privat en un primer moment, i públic a partir del juliol de 2009. A l'Emmanuel se l'ha confiat un cert nombre de missions, en particular la pastoral de parròquies.
La Comunitat està en relació constant amb el Pontifici Consell per als Laics, a Roma, del que depèn canònicament.
La comunitat de l'Emmanuel és coordinada per un "moderador", responsabilitat que exerceix des del juliol de 2009 Laurent Landete, infermer de professió. El moderador és assistit per un Consell internacional, els components del cual són escollits, per mandats de tres anys renovables fins a un màxim de dues vegades consecutives, entre els membres de la Comunitat i els consagrats de la "Fraternitat de Jesús", grup central de la Comunitat. L'ingrés en la Comunitat està precedit d'un període de prova (etapa d'acollida i discerniment) d'un o dos anys. Superada aquesta etapa, els membres admesos renoven el mateix compromís cada any. D'altra banda la consagració dels membres de la Fraternitat de Jesús és definitiva. Les persones que sostenen la comunitat amb la seva pregària, amb la seva col·laboració i amb la seva ajuda econòmica formen la "Família de l'Emmanuel".
La comunitat de l'Emmanuel és dirigida per un consell internacional elegit cada tres anys pel Col·legi d'elecció i de pregària. Els membres del consell no poden ésser escollits per més de tres períodes.
A continuació es presenta la llista de persones que han exercit el càrrec de moderador des de 1972:
| Nom                 | Període de govern | Responsabilitats precedents            |
| ------------------- | ----------------- | -------------------------------------- |
| Pierre Goursat      | 1972 - 1985       | Responsable del grup de pregària       |
| Gérald Arbola       | 1985 - 1994       | Soci del fundador (n°2 del consell)    |
| Markus Gehlen       | 1994 - 2000       | Responsable de la comunitat d'Alemanya |
| Dominique Vermersch | 2000 - 2009       | Responsable d'Amor & Veritat           |
| Laurent Landete     | 2009 -            | Delegat del moderador per a França.    |

A més a més, per al millor compliment dels seus objectius, la comunitat ha creat les següents organitzacions:
- S.O.S. Pregària. És un número de telèfon obert les 24 hores del dia, amb la fi de portar ajuda espiritual a tothom que ho necessiti. Aquest servei es troba actiu a França.
- L'associació Amor i Veritat. Proposa a tots, i en especial a les famílies i pares sols, respondre a les preguntes que ells poden tenir sobre l'amor, la sexualitat, la vida en família. L'associació brinda igualment formacions o reflexions en el camp de la bioètica.
- FIDESCO. És una ONG que envia per un o dos anys voluntaris cristians a països en vies de desenvolupament. Solters, parelles amb fills, seminaristes, consagrats, o sense. Ells volen exercir les seves competències professionals (com infermers, comptadors, psicòlegs, professors, educadors, arquitectes, etc.) i sostenir a l'església local, vivint pobrament.